# CTS아기학교
《CTS아기학교》는 아이와 보호자가 함께하는 신체활동 ‘아장아장 말씀체조'. 성경을 쉽고 재미있게 만나는 ‘똑똑 이야기 쌤의 말씀이야기'. 오감발달 말씀놀이 ‘말씀으로 놀아요'등 영유아의 신앙성장과 인지발달을 돕는 CTS기독교TV의 어린이 교육 프로그램이다.

## 진행자
- 랑이언니 - 배서영
- 똑똑 이야기 쌤 -  박영란 전도사
- 예니 - 예수님을 사랑하는 애교쟁이 토끼
- 예콩 - 예수님을 닮고싶은 엉뚱 호기심대장 고릴라